# Edwin Schwerin
Edwin Schwerin  (* 29. September 1886 in Berlin; † 26. März 1959 in Haifa) war ein deutsch-israelischer Ingenieur.

## Leben
Edwin Schwerin studierte am Luisenstädtischen Gymnasium in Berlin (wobei er wegen seiner Leistungen 1905 die Kaiserprämie erhielt) und studierte Bauingenieurwesen an der TH Berlin-Charlottenburg mit dem Diplom 1909. Er war in der Eisenbahnverwaltung in Straßburg und Halle und ab 1913 in der Berliner Bauverwaltung angestellt. Gleichzeitig war er weiter wissenschaftlich aktiv und promovierte 1917 bei Hans Reissner und Heinrich Müller-Breslau (Spannungen in symmetrisch und unsymmetrisch belasteten Kugelschalen). 1918 bis 1933 war er Ingenieur bei der AEG zuerst im Flugzeugbau, dann im Automobilbau und ab 1923 bei der Konstruktion von Kraftwerksturbinen. 1921 wurde er Privatdozent und 1926 außerordentlicher Professor an der TH Berlin-Charlottenburg. 1924 trug er auf dem Internationalen Kongress für Angewandte Mechanik in Delft vor (Torsionsstabilität dünnwandiger Rohre) und 1926 auf dem in Zürich (Transversalschwingungen von Stäben mit veränderlichem Querschnitt). Von der Machtergreifung der Nationalsozialisten 1933 war Schwerin als Jude direkt betroffen und ging nach Haifa als Professor für Mechanik am Technion, wobei er Vorlesungen sowohl für Bauingenieure als auch für Maschinenbauer und Elektrotechniker hielt. Forschungen konnte er nur eingeschränkt betreiben wegen der geringen finanziellen Ausstattung der Hochschule. Durch den Tod seiner Frau 1957 schwer getroffen starb er 1959 an einer Lungenentzündung.

## Schriften
- Über Spannungen in symmetrisch und unsymmetrisch belasteten Kugelschalen (Kuppeln) insbesondere bei Belastung durch Winddruck, 1919
- Die Festigkeitsberechnung der Flugzeugholme, 1916
- Zur Stabilität der dünnwandigen Hohlkugel unter gleichmäßigem Außendruck, 1922
- Über die Spannungen in freitragenden gefüllten Rohren, 1922
- Über die Knicksicherheit ebener Bleche bei exzentrischer Randbelastung, 1923
- Die Torsionsstabilität des dünnwandigen Rohres, 1925
- Über Transversalschwingungen von Stäben veränderlichen Querschnitts, 1927
- Über Spannungen und Formänderungen kreisringförmiger Membranen, 1929